# Saint-George
Saint-George is een gemeente en plaats in het Zwitserse kanton Vaud en maakt sinds 2008 deel uit van het district Nyon. Voor 1 januari 2008 maakte de gemeente deel uit van het toen opgeheven district Aubonne.
Saint-George telt 754 inwoners.

## Geboren
- Alfred Aubert (1859-1923), politicus